# Puchar Świata w biegach narciarskich 2006/2007
Sezon 2006/2007 Pucharu Świata w biegach narciarskich rozpoczął się 27 października 2006 w niemieckim Düsseldorfie, jednak regularne starty zawodnicy zaczęli 18 listopada w szwedzkim Gällivare. Ostatnie zawody z tego cyklu rozegrano na 25 marca 2007 we szwedzkim mieście Falun, były to zawody drużynowe. W porównaniu do poprzedniego sezonu nie odbyły się konkursy w Kanadzie (Vernon oraz Canmore), Japonii (Sapporo – mistrzostwa świata) oraz szwedzkich miastach: Mora i Borlänge. Zostały one zastąpione konkursami w Aoście, Cogne, Clusaz, Lahti oraz sprinterskimi zawodami w stolicy Szwecji - Sztokholmie.
Puchar Świata rozegrany został w 11 krajach i 20 miastach na 2 kontynentach. Najwięcej zawodów zorganizowali Włosi, Niemcy oraz Szwedzi, którzy 5 razy gościli najlepszych zawodników świata.
Obrońcą Pucharu Świata wśród mężczyzn był Niemiec Tobias Angerer, a wśród kobiet Norweżka Marit Bjørgen.
Zwycięzcami pucharu świata zostali: wśród kobiet Virpi Kuitunen, która została trzecią Finką (pierwszą od 19 lat), która zdobyła PŚ. Wśród mężczyzn najlepszy okazał się Tobias Angerer, który obronił tytuł wywalczony sezon wcześniej.
W tym sezonie odbyła się pierwsza edycja Tour de Ski. Z planowanych ośmiu konkursów rozegrano sześć. Dwa pierwsze starty odwołano z powodu braku śniegu w Novém Městcie. Impreza zakończyła się zwycięstwem wśród kobiet Virpi Kuitunen oraz Tobiasa Angerera wśród mężczyzn.
Po raz pierwszy w historii Pucharu Świata Polka zwyciężyła w konkursie. Justyna Kowalczyk 27 stycznia 2007 roku w estońskim Otepää wygrała w biegu na 10 kilometrów stylem klasycznym.

## Zwycięzcy

### Kobiety

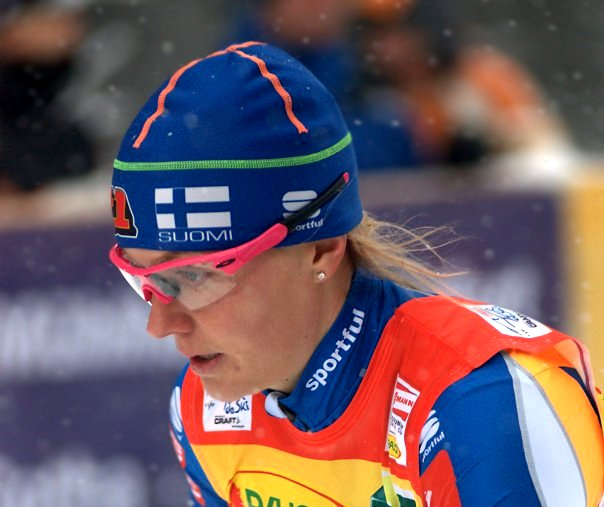
Virpi Kuitunen – zwyciężczyni klasyfikacji generalnej Pucharu Świata, zwyciężczyni Tour de Ski, zwyciężczyni klasyfikacji biegów dystansowych, zwyciężczyni klasyfikacji sprintów
Reprezentacja Finlandii – zwycięzca klasyfikacji Pucharu Narodów

### Mężczyźni

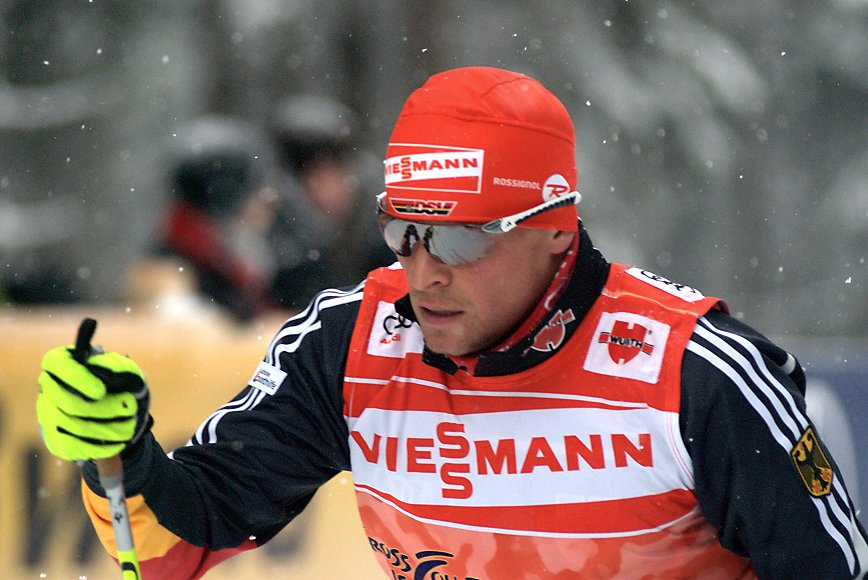
Tobias Angerer – zwycięzca klasyfikacji generalnej Pucharu Świata, zwycięzca Tour de Ski, zwycięzca klasyfikacji biegów dystansowych
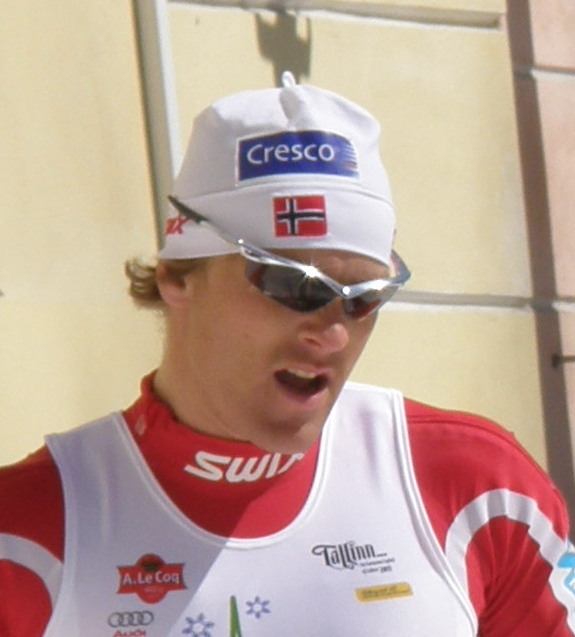
Jens Arne Svartedal – zwycięzca klasyfikacji sprintu
Reprezentacja Norwegii – zwycięzca klasyfikacji Pucharu Narodów

## Kalendarz i wyniki

### Kobiety
| Lp.                                                                                    | Miejscowość                        | Dystans                                         | Data                               | 1. miejsce                                                                               | 2. miejsce                                                                               | 3. miejsce                                                                             |
| -------------------------------------------------------------------------------------- | ---------------------------------- | ----------------------------------------------- | ---------------------------------- | ---------------------------------------------------------------------------------------- | ---------------------------------------------------------------------------------------- | -------------------------------------------------------------------------------------- |
| 1.                                                                                     | Düsseldorf                         | Sprint s. dowolnym                              | 28 października 2006               | Marit Bjørgen                                                                            | Natalja Matwiejewa                                                                       | Ella Gjømle                                                                            |
| 2.                                                                                     | Düsseldorf                         | Sprint drużynowy s. dowolnym                    | 29 października 2006               | Norwegia I Ella Gjømle · Marit Bjørgen                                                   | Szwecja I Britta Norgren · Lina Andersson                                                | Finlandia II Virpi Kuitunen · Aino-Kaisa Saarinen                                      |
| 3.                                                                                     | Gällivare                          | 10 km s. dowolnym                               | 18 listopada 2006                  | Kateřina Neumannová                                                                      | Kristina Šmigun                                                                          | Marit Bjørgen                                                                          |
| 4.                                                                                     | Gällivare                          | Sztafeta 4×5 km                                 | 19 listopada 2006                  | Norwegia I Vibeke Skofterud · Hilde G. Pedersen · Kristin Størmer Steira · Marit Bjørgen | Niemcy I Manuela Henkel · Katrin Zeller · Evi Sachenbacher-Stehle · Claudia Künzel       | Finlandia Kirsi Välimaa · Virpi Kuitunen · Riitta-Liisa Roponen · Aino-Kaisa Saarinen  |
| 5.                                                                                     | Ruka                               | Sprint s. klasycznym                            | 25 listopada 2006                  | Petra Majdič                                                                             | Virpi Kuitunen                                                                           | Marit Bjørgen                                                                          |
| 6.                                                                                     | Ruka                               | 10 km s. klasycznym                             | 26 listopada 2006                  | Virpi Kuitunen                                                                           | Marit Bjørgen                                                                            | Kristina Šmigun                                                                        |
| 7.                                                                                     | Cogne/Valle d’Aosta                | Sprint s. dowolnym                              | 8 grudnia 2006                     | odwołany                                                                                 | odwołany                                                                                 | odwołany                                                                               |
| 8.                                                                                     | Cogne/Valle d’Aosta                | 15 km bieg łączony                              | 10 grudnia 2006                    | odwołany                                                                                 | odwołany                                                                                 | odwołany                                                                               |
| 7.                                                                                     | Cogne                              | 10 km s. klasycznym                             | 13 grudnia 2006                    | Virpi Kuitunen                                                                           | Petra Majdič                                                                             | Aino-Kaisa Saarinen                                                                    |
| 8.                                                                                     | La Clusaz                          | 15 km s. dowolnym (start masowy)                | 16 grudnia 2006                    | Virpi Kuitunen                                                                           | Riitta-Liisa Roponen                                                                     | Arianna Follis                                                                         |
| 9.                                                                                     | La Clusaz                          | Sztafeta 4×5 km                                 | 17 grudnia 2006                    | Niemcy Stefanie Böhler · Viola Bauer · Claudia Künzel-Nystad · Evi Sachenbacher-Stehle   | Szwecja Lina Andersson · Sara Lindborg · Charlotte Kalla · Britta Norgren                | Czechy Helena Erbenová · Kamila Rajdlová · Ivana Janečková · Kateřina Neumannová       |
| Tour de Ski (31 grudnia 2006 – 7 stycznia 2007)                                        |                                    |                                                 |                                    |                                                                                          |                                                                                          |                                                                                        |
|                                                                                        | Nové Město na Moravě               | 3,3 km s. klasycznym (prolog)                   | 29 grudnia 2006                    | odwołany                                                                                 | odwołany                                                                                 | odwołany                                                                               |
|                                                                                        | Nové Město na Moravě               | 10 km s. dowolnym (bieg pościgowy)              | 30 grudnia 2006                    | odwołany                                                                                 | odwołany                                                                                 | odwołany                                                                               |
|                                                                                        | Monachium                          | Sprint s. dowolnym                              | 31 grudnia 2006                    | Marit Bjørgen                                                                            | Arianna Follis                                                                           | Chandra Crawford                                                                       |
|                                                                                        | Oberstdorf                         | 10 km bieg łączony                              | 2 stycznia 2007                    | Kristin Størmer Steira                                                                   | Wałentyna Szewczenko                                                                     | Olga Zawjałowa                                                                         |
|                                                                                        | Oberstdorf                         | 10 km s. klasycznym                             | 3 stycznia 2007                    | Petra Majdič                                                                             | Kristin Størmer Steira                                                                   | Virpi Kuitunen                                                                         |
|                                                                                        | Asiago                             | Sprint s. dowolnym                              | 5 stycznia 2007                    | Virpi Kuitunen                                                                           | Marit Bjørgen                                                                            | Arianna Follis                                                                         |
|                                                                                        | Val di Fiemme                      | 15 km s. klasycznym (start masowy)              | 6 stycznia 2007                    | Virpi Kuitunen                                                                           | Aino-Kaisa Saarinen                                                                      | Marit Bjørgen                                                                          |
|                                                                                        | Val di Fiemme                      | 10 km s. dowolnym (bieg pościgowy)              | 7 stycznia 2007                    | Kateřina Neumannová                                                                      | Kristin Størmer Steira                                                                   | Wałentyna Szewczenko                                                                   |
| 10.                                                                                    | Tour de Ski – klasyfikacja końcowa | Tour de Ski – klasyfikacja końcowa              | Tour de Ski – klasyfikacja końcowa | Virpi Kuitunen                                                                           | Marit Bjørgen                                                                            | Wałentyna Szewczenko                                                                   |
| Zakończenie Tour de Ski                                                                |                                    |                                                 |                                    |                                                                                          |                                                                                          |                                                                                        |
| 11.                                                                                    | Rybińsk                            | 15 km s. dowolnym (start masowy)                | 20 stycznia 2007                   | Riitta-Liisa Roponen                                                                     | Kateřina Neumannová                                                                      | Aino-Kaisa Saarinen                                                                    |
| 12.                                                                                    | Rybińsk                            | Sprint drużynowy s. dowolnym Sprint s. dowolnym | 21 stycznia 2007                   | Arianna Follis                                                                           | Claudia Künzel-Nystad                                                                    | Kikkan Randall                                                                         |
| 13.                                                                                    | Otepää                             | 10 km s. klasycznym                             | 27 stycznia 2007                   | Justyna Kowalczyk                                                                        | Virpi Kuitunen                                                                           | Wałentyna Szewczenko                                                                   |
| 14.                                                                                    | Otepää                             | Sprint s. klasycznym                            | 28 stycznia 2007                   | Virpi Kuitunen                                                                           | Astrid Jacobsen                                                                          | Jewgienija Szapowałowa                                                                 |
| 15.                                                                                    | Davos                              | 10 km s. dowolnym                               | 3 lutego 2007                      | Virpi Kuitunen                                                                           | Olga Zawjałowa                                                                           | Marit Bjørgen                                                                          |
| 16.                                                                                    | Davos                              | Sztafeta 4×5 km                                 | 4 lutego 2007                      | Szwecja Lina Andersson · Anna-Karin Strömstedt · Charlotte Kalla · Britta Norgren        | Norwegia I Astrid Jacobsen · Vibeke Skofterud · Kristin Størmer Steira · Marit Bjørgen   | Finlandia Pirjo Manninen · Aino-Kaisa Saarinen · Kati Venälänen · Riitta-Liisa Roponen |
| 17.                                                                                    | Changchun                          | Sprint s. dowolnym                              | 15 lutego 2007                     | Jewgienija Szapowałowa                                                                   | Natalja Matwiejewa                                                                       | Guro Strøm Solli                                                                       |
| 18.                                                                                    | Changchun                          | 10 km s. dowolnym                               | 16 lutego 2007                     | Kateřina Neumannová                                                                      | Karine Philippot                                                                         | Swietłana Małachowa                                                                    |
| Mistrzostwa Świata w Narciarstwie Klasycznym 2007 w Sapporo (22 lutego – 4 marca 2007) |                                    |                                                 |                                    |                                                                                          |                                                                                          |                                                                                        |
| 19.                                                                                    | Lahti                              | Sprint s. dowolnym                              | 10 marca 2007                      | Virpi Kuitunen                                                                           | Riitta-Liisa Roponen                                                                     | Anna Dahlberg                                                                          |
| 20.                                                                                    | Lahti                              | 10 km s. klasycznym                             | 11 marca 2007                      | Kristina Šmigun                                                                          | Olga Zawjałowa                                                                           | Viola Bauer                                                                            |
| 21.                                                                                    | Drammen                            | Sprint s. klasycznym                            | 14 marca 2007                      | Virpi Kuitunen                                                                           | Petra Majdič                                                                             | Aino-Kaisa Saarinen                                                                    |
| 22.                                                                                    | Oslo                               | 30 km s. klasycznym                             | 17 marca 2007                      | Aino-Kaisa Saarinen                                                                      | Virpi Kuitunen                                                                           | Petra Majdič                                                                           |
| 23.                                                                                    | Sztokholm                          | Sprint s. klasycznym                            | 21 marca 2007                      | Petra Majdič                                                                             | Virpi Kuitunen                                                                           | Anna Dahlberg                                                                          |
| 24.                                                                                    | Falun                              | 15 km bieg łączony                              | 24 marca 2007                      | Marit Bjørgen                                                                            | Kateřina Neumannová                                                                      | Therese Johaug                                                                         |
| 25.                                                                                    | Falun                              | Sztafeta 4×5 km                                 | 25 marca 2007                      | Niemcy Stefanie Böhler · Viola Bauer · Evi Sachenbacher-Stehle · Claudia Künzel-Nystad   | Finlandia I Pirjo Manninen · Virpi Kuitunen · Riitta-Liisa Roponen · Aino-Kaisa Saarinen | Szwecja I Anna Dahlberg · Maria Rydqvist · Charlotte Kalla · Britta Norgren            |
| Zakończenie Sezonu 2006/2007                                                           |                                    |                                                 |                                    |                                                                                          |                                                                                          |                                                                                        |

### Mężczyźni
| Lp.                                                                                    | Miejscowość                        | Dystans                                         | Data                               | 1. miejsce                                                                          | 2. miejsce                                                                          | 3. miejsce                                                                            |
| -------------------------------------------------------------------------------------- | ---------------------------------- | ----------------------------------------------- | ---------------------------------- | ----------------------------------------------------------------------------------- | ----------------------------------------------------------------------------------- | ------------------------------------------------------------------------------------- |
| 1.                                                                                     | Düsseldorf                         | Sprint s. dowolnym                              | 28 października 2006               | Eldar Rønning                                                                       | Øystein Pettersen                                                                   | Tor Arne Hetland                                                                      |
| 2.                                                                                     | Düsseldorf                         | Sprint drużynowy s. dowolnym                    | 29 października 2006               | Szwecja I Björn Lind · Peter Larsson                                                | Norwegia II Øystein Pettersen · Eldar Rønning                                       | Włochy I Renato Pasini · Cristian Zorzi                                               |
| 3.                                                                                     | Gällivare                          | 15 km s. dowolnym                               | 18 listopada 2006                  | Ole Einar Bjørndalen                                                                | Tore Ruud Hofstad                                                                   | Franz Göring                                                                          |
| 4.                                                                                     | Gällivare                          | Sztafeta 4×10 km                                | 19 listopada 2006                  | Niemcy Jens Filbrich · Franz Göring · Tobias Angerer · Axel Teichmann               | Rosja Nikołaj Pankratow · Wasilij Roczew · Aleksandr Legkow · Jewgienij Diemientjew | Czechy Martin Koukal · Lukáš Bauer · Jiří Magál · Milan Šperl                         |
| 5.                                                                                     | Ruka                               | Sprint s. klasycznym                            | 25 listopada 2006                  | Jens Arne Svartedal                                                                 | Odd-Bjørn Hjelmeset                                                                 | Tor Arne Hetland                                                                      |
| 6.                                                                                     | Ruka                               | 15 km s. klasycznym                             | 26 listopada 2006                  | Eldar Rønning                                                                       | Vincent Vittoz                                                                      | Anders Södergren                                                                      |
| 7.                                                                                     | Cogne/Valle d’Aosta                | Sprint s. dowolnym                              | 8 grudnia 2006                     | odwołany                                                                            | odwołany                                                                            | odwołany                                                                              |
| 8.                                                                                     | Cogne/Valle d’Aosta                | 30 km bieg łączony                              | 10 grudnia 2006                    | odwołany                                                                            | odwołany                                                                            | odwołany                                                                              |
| 7.                                                                                     | Cogne                              | 15 km s. klasycznym                             | 13 grudnia 2006                    | Eldar Rønning                                                                       | Tor Arne Hetland                                                                    | Jewgienij Diemientjew                                                                 |
| 8.                                                                                     | La Clusaz                          | 30 km s. dowolnym (start masowy)                | 16 grudnia 2006                    | Tobias Angerer                                                                      | Aleksandr Legkow                                                                    | Jewgienij Diemientjew                                                                 |
| 9.                                                                                     | La Clusaz                          | Sztafeta 4×10 km                                | 17 grudnia 2006                    | Rosja Wasilij Roczew · Nikołaj Pankratow · Aleksandr Legkow · Jewgienij Diemientjew | Norwegia Tor Arne Hetland · Eldar Rønning · Ole Einar Bjørndalen · Petter Northug   | Niemcy Benjamin Seifert · René Sommerfeldt · Axel Teichmann · Tobias Angerer          |
| Tour de Ski (31 grudnia 2006 – 7 stycznia 2007)                                        |                                    |                                                 |                                    |                                                                                     |                                                                                     |                                                                                       |
|                                                                                        | Nové Město na Moravě               | 4,3 km s. klasycznym (prolog)                   | 29 grudnia 2006                    | odwołany                                                                            | odwołany                                                                            | odwołany                                                                              |
|                                                                                        | Nové Město na Moravě               | 15 km s. dowolnym (bieg pościgowy)              | 30 grudnia 2006                    | odwołany                                                                            | odwołany                                                                            | odwołany                                                                              |
|                                                                                        | Monachium                          | Sprint s. dowolnym                              | 31 grudnia 2006                    | Christoph Eigenmann                                                                 | Devon Kershaw                                                                       | Roddy Darragon                                                                        |
|                                                                                        | Oberstdorf                         | 20 km bieg łączony                              | 2 stycznia 2007                    | Vincent Vittoz                                                                      | Aleksandr Legkow                                                                    | Tobias Angerer                                                                        |
|                                                                                        | Oberstdorf                         | 15 km s. klasycznym                             | 3 stycznia 2007                    | Franz Göring                                                                        | René Sommerfeldt                                                                    | Tobias Angerer                                                                        |
|                                                                                        | Asiago                             | Sprint s. dowolnym                              | 5 stycznia 2007                    | Tor Arne Hetland                                                                    | Thobias Fredriksson                                                                 | Petter Northug                                                                        |
|                                                                                        | Val di Fiemme                      | 30 km s. klasycznym (start masowy)              | 6 stycznia 2007                    | Eldar Rønning                                                                       | Iwan Ałypow                                                                         | Sami Jauhojärvi                                                                       |
|                                                                                        | Val di Fiemme                      | 11 km s. dowolnym (bieg pościgowy)              | 7 stycznia 2007                    | Siergiej Szyriajew                                                                  | Aleksandr Legkow                                                                    | Giorgio Di Centa                                                                      |
| 10.                                                                                    | Tour de Ski – klasyfikacja końcowa | Tour de Ski – klasyfikacja końcowa              | Tour de Ski – klasyfikacja końcowa | Tobias Angerer                                                                      | Aleksandr Legkow                                                                    | Simen Østensen                                                                        |
| Zakończenie Tour de Ski                                                                |                                    |                                                 |                                    |                                                                                     |                                                                                     |                                                                                       |
| 11.                                                                                    | Rybińsk                            | 30 km s. dowolnym (start masowy)                | 20 stycznia 2007                   | Aleksandr Legkow                                                                    | Emmanuel Jonnier                                                                    | Tobias Angerer                                                                        |
| 12.                                                                                    | Rybińsk                            | Sprint drużynowy s. dowolnym Sprint s. dowolnym | 21 stycznia 2007                   | Renato Pasini                                                                       | Nikołaj Pankratow                                                                   | Tobias Angerer                                                                        |
| 13.                                                                                    | Otepää                             | 15 km s. klasycznym                             | 27 stycznia 2007                   | Axel Teichmann                                                                      | Frode Estil                                                                         | Odd-Bjørn Hjelmeset                                                                   |
| 14.                                                                                    | Otepää                             | Sprint s. klasycznym                            | 28 stycznia 2007                   | Jens Arne Svartedal                                                                 | Wasilij Roczew                                                                      | Torin Koos                                                                            |
| 15.                                                                                    | Davos                              | 15 km s. dowolnym                               | 3 lutego 2007                      | Toni Livers Vincent Vittoz                                                          | —                                                                                   | Christian Hoffmann                                                                    |
| 16.                                                                                    | Davos                              | Sztafeta 4×10 km                                | 4 lutego 2007                      | Rosja Ivan Babikov · Siergiej Nowikow · Ilja Czernousow · Siergiej Szyriajew        | Włochy Valerio Checchi · Giorgio Di Centa · Fabio Santus · Pietro Piller Cottrer    | Francja Jean-Marc Gaillard · Vincent Vittoz · Emmanuel Jonnier · Alexandre Rousselet  |
| 17.                                                                                    | Changchun                          | Sprint s. dowolnym                              | 15 lutego 2007                     | Ola Vigen Hattestad                                                                 | Børre Næss                                                                          | Tor Arne Hetland                                                                      |
| 18.                                                                                    | Changchun                          | 15 km s. dowolnym                               | 16 lutego 2007                     | Tobias Angerer                                                                      | Vincent Vittoz                                                                      | Emmanuel Jonnier                                                                      |
| Mistrzostwa Świata w Narciarstwie Klasycznym 2007 w Sapporo (22 lutego – 4 marca 2007) |                                    |                                                 |                                    |                                                                                     |                                                                                     |                                                                                       |
| 19.                                                                                    | Lahti                              | Sprint s. dowolnym                              | 10 marca 2007                      | Petter Northug                                                                      | Jens Arne Svartedal                                                                 | Eldar Rønning                                                                         |
| 20.                                                                                    | Lahti                              | 15 km s. klasycznym                             | 11 marca 2007                      | Odd-Bjørn Hjelmeset                                                                 | Eldar Rønning                                                                       | Tobias Angerer                                                                        |
| 21.                                                                                    | Drammen                            | Sprint s. klasycznym                            | 14 marca 2007                      | Børre Næss                                                                          | Mats Larsson                                                                        | Trond Iversen                                                                         |
| 22.                                                                                    | Oslo                               | 50 km s. klasycznym                             | 17 marca 2007                      | Odd-Bjørn Hjelmeset                                                                 | Tobias Angerer                                                                      | Frode Estil                                                                           |
| 23.                                                                                    | Sztokholm                          | Sprint s. klasycznym                            | 21 marca 2007                      | Michaił Diewiatjarow                                                                | Emil Jönsson                                                                        | Mats Larsson                                                                          |
| 24.                                                                                    | Falun                              | 30 km bieg łączony                              | 24 marca 2007                      | Tobias Angerer                                                                      | Mathias Fredriksson                                                                 | Emmanuel Jonnier                                                                      |
| 25.                                                                                    | Falun                              | Sztafeta 4×10 km                                | 25 marca 2007                      | Norwegia I Øystein Pettersen · Odd-Bjørn Hjelmeset · Frode Estil · Petter Northug   | Rosja Nikołaj Pankratow · Wasilij Roczew · Aleksandr Legkow · Maksim Wylegżanin     | Francja Christophe Perrillat · Jean-Marc Gaillard · Vincent Vittoz · Emmanuel Jonnier |
| Zakończenie Sezonu 2006/2007                                                           |                                    |                                                 |                                    |                                                                                     |                                                                                     |                                                                                       |

## Klasyfikacje

### Kobiety
| Lp. | Zawodniczka             | Punkty |
| --- | ----------------------- | ------ |
| 1.  | Virpi Kuitunen          | 1510   |
| 2.  | Marit Bjørgen           | 941    |
| 3.  | Kateřina Neumannová     | 894    |
| 4.  | Petra Majdič            | 844    |
| 5.  | Aino-Kaisa Saarinen     | 826    |
| 6.  | Riitta-Liisa Roponen    | 548    |
| 7.  | Wałentyna Szewczenko    | 541    |
| 8.  | Justyna Kowalczyk       | 484    |
| 9.  | Evi Sachenbacher-Stehle | 438    |
| 10. | Arianna Follis          | 419    |

| Lp. | Zawodniczka          | Punkty |
| --- | -------------------- | ------ |
| 1.  | Virpi Kuitunen       | 650    |
| 2.  | Kateřina Neumannová  | 627    |
| 3.  | Aino-Kaisa Saarinen  | 441    |
| 4.  | Marit Bjørgen        | 405    |
| 5.  | Kristina Šmigun      | 405    |
| 6.  | Riitta-Liisa Roponen | 368    |
| 7.  | Olga Zawjałowa       | 326    |
| 8.  | Petra Majdič         | 325    |
| 9.  | Wałentyna Szewczenko | 295    |
| 10. | Justyna Kowalczyk    | 252    |

| Lp. | Zawodniczka            | Punkty |
| --- | ---------------------- | ------ |
| 1.  | Virpi Kuitunen         | 532    |
| 2.  | Petra Majdič           | 385    |
| 3.  | Natalja Matwiejewa     | 313    |
| 4.  | Lina Andersson         | 238    |
| 5.  | Anna Dahlberg          | 228    |
| 6.  | Marit Bjørgen          | 216    |
| 7.  | Aino-Kaisa Saarinen    | 214    |
| 8.  | Arianna Follis         | 208    |
| 9.  | Jewgienija Szapowałowa | 203    |
| 10. | Astrid Jacobsen        | 186    |
| ... |                        |        |
| 17. | Justyna Kowalczyk      | 136    |

### Mężczyźni
| Lp. | Zawodnik            | Punkty |
| --- | ------------------- | ------ |
| 1.  | Tobias Angerer      | 1131   |
| 2.  | Aleksandr Legkow    | 580    |
| 3.  | Eldar Rønning       | 557    |
| 4.  | Odd-Bjørn Hjelmeset | 552    |
| 5.  | Tor Arne Hetland    | 479    |
| 6.  | Vincent Vittoz      | 463    |
| 7.  | Petter Northug      | 443    |
| 8.  | Jens Arne Svartedal | 388    |
| 9.  | Sami Jauhojärvi     | 384    |
| 10. | Frode Estil         | 381    |
| ... |                     |        |
| 54. | Janusz Krężelok     | 92     |
| 92. | Maciej Kreczmer     | 33     |

| Lp.  | Zawodnik            | Punkty |
| ---- | ------------------- | ------ |
| 1.   | Tobias Angerer      | 592    |
| 2.   | Vincent Vittoz      | 415    |
| 3.   | Odd-Bjørn Hjelmeset | 348    |
| 4.   | Eldar Rønning       | 286    |
| 5.   | Frode Estil         | 285    |
| 6.   | Aleksandr Legkow    | 260    |
| 7.   | Mathias Fredriksson | 255    |
| 8.   | Anders Södergren    | 238    |
| 9.   | Emmanuel Jonnier    | 219    |
| 10.  | Axel Teichmann      | 217    |
| ...  |                     |        |
| 105. | Maciej Kreczmer     | 3      |
| 108. | Janusz Krężelok     | 2      |

| Lp. | Zawodnik            | Punkty |
| --- | ------------------- | ------ |
| 1.  | Jens Arne Svartedal | 341    |
| 2.  | Trond Iversen       | 286    |
| 3.  | Emil Jönsson        | 282    |
| 4.  | Tor Arne Hetland    | 234    |
| 5.  | Eldar Rønning       | 215    |
| 6.  | Andrew Newell       | 210    |
| 7.  | Børre Næss          | 209    |
| 8.  | Johan Kjølstad      | 181    |
| 9.  | Ola Vigen Hattestad | 178    |
| 10. | Wasilij Roczew      | 170    |
| ... |                     |        |
| 27. | Janusz Krężelok     | 90     |
| 46. | Maciej Kreczmer     | 30     |

### Puchar Narodów
| Lp. | Państwo    | Punkty |
| --- | ---------- | ------ |
| 1.  | Norwegia   | 8780   |
| 2.  | Niemcy     | 5387   |
| 3.  | Rosja      | 5268   |
| 4.  | Finlandia  | 4960   |
| 5.  | Szwecja    | 3741   |
| 6.  | Włochy     | 2562   |
| 7.  | Czechy     | 2185   |
| 8.  | Francja    | 2050   |
| 9.  | Estonia    | 1128   |
| 10. | Szwajcaria | 1061   |
| ... |            |        |
| 13. | Polska     | 624    |

| Lp. | Państwo   | Punkty |
| --- | --------- | ------ |
| 1.  | Finlandia | 3947   |
| 2.  | Norwegia  | 3282   |
| 3.  | Niemcy    | 2444   |
| 4.  | Rosja     | 2184   |
| 5.  | Szwecja   | 1585   |
| 6.  | Włochy    | 1438   |
| 7.  | Czechy    | 1302   |
| 8.  | Słowenia  | 1022   |
| 9.  | Francja   | 603    |
| 10. | Ukraina   | 595    |
| ... |           |        |
| 12. | Polska    | 484    |

| Lp. | Państwo           | Punkty |
| --- | ----------------- | ------ |
| 1.  | Norwegia          | 5498   |
| 2.  | Rosja             | 3084   |
| 3.  | Niemcy            | 2943   |
| 4.  | Szwecja           | 2156   |
| 5.  | Francja           | 1447   |
| 6.  | Włochy            | 1124   |
| 7.  | Finlandia         | 1013   |
| 8.  | Czechy            | 883    |
| 9.  | Szwajcaria        | 711    |
| 10. | Stany Zjednoczone | 598    |
| ... |                   |        |
| 16. | Polska            | 140    |

## Wyniki Polaków

### Kobiety
| Zawodniczka       | Düsseldorf 28.10 | Gällivare 18.11 | Ruka 25.11 | Ruka 26.11 | Cogne 13.12 | La Clusaz 16.12 | Monachium 31.12 | Oberstdorf 3.01 | Oberstdorf 4.01 | Asiago 5.01 | Val di Fiemme 6.01 | Val di Fiemme 7.01 | TdS | Rybińsk 20.01 | Rybińsk 21.01 | Otepää 27.01 | Otepää 28.01 | Davos 9.02 | Changchun 15.02 | Changchun 16.02 | Sapporo MŚ 22.02 | Sapporo MŚ 25.02 | Sapporo MŚ 27.02 | Sapporo MŚ 3.03 | Lahti 10.03 | Lahti 11.03 | Drammen 14.03 | Oslo 17.03 | Sztokholm 21.03 | Falun 24.03 |
| Justyna Kowalczyk | -                | 18              | 32         | 27         | 4           | 27              | 53              | 19              | 12              | 23          | 5                  | 13                 | 11  | -             | -             | 1            | 7            | 5          | -               | -               | 17               | 9                | 18               | dnf             | 11          | 10          | 7             | dnf        | 6               | 21          |
| Sylwia Jaśkowiec  | -                | -               | -          | -          | 62          | -               | -               | -               | -               | -           | -                  | -                  | -   | -             | -             | -            | -            | -          | -               | -               | -                | -                | -                | -               | -           | -           | -             | -          | -               | -           |

### Mężczyźni
| Zawodnik        | Düsseldorf 28.10 | Gällivare 18.11 | Ruka 25.11 | Ruka 26.11 | Cogne 13.12 | La Clusaz 16.12 | Monachium 31.12 | Oberstdorf 2.01 | Oberstdorf 3.01 | Asiago 5.01 | Val di Fiemme 6.01 | Val di Fiemme 7.01 | TdS | Rybińsk 20.01 | Eybińsk 23.01 | Otepää 27.01 | Otepää 28.01 | Davos 9.02 | Changchun 15.02 | Changchun 16.02 | Sapporo MŚ 22.02 | Sapporo MŚ 24.02 | Sapporo MŚ 28.02 | Sapporo MŚ 4.03 | Lahti 10.03 | Lahti 11.03 | Drammen 14.03 | Oslo 17.03 | Sztokholm 21.03 | Falun 24.03 |
| Janusz Krężelok | 57               | 29              | 14         | 37         | -           | 66              | 44              | 56              | 33              | 4           | 25                 | 42                 | 33  | -             | -             | -            | 9            | -          | -               | -               | 10               | -                | 32               | -               | 26          | -           | 25            | -          | 8               | -           |
| Maciej Kreczmer | 45               | 84              | 28         | 35         | 29          | dnf             | 34              | 50              | 66              | 38          | dnf                | -                  | -   | -             | -             | -            | -            | -          | -               | -               | 28               | -                | 83               | -               | 30          | -           | 47            | -          | 10              | -           |